# برت اسلاتر
برت اسلاتر (انگلیسی: Bert Slater؛ ۵ مه ۱۹۳۶ – ۲۱ ژوئیهٔ ۲۰۰۶) بازیکن فوتبال اهل اسکاتلند بود که در پست دروازه‌بان بازی می‌کرد.
از باشگاه‌هایی که در طی ۱۹۵۰ تا ۱۹۶۰ در آن بازی کرده‌است می‌توان به باشگاه فوتبال فالکیرک، باشگاه فوتبال داندی، باشگاه فوتبال لیورپول، و باشگاه فوتبال واتفورد اشاره کرد.
وی همچنین یکبار در تیم ملی فوتبال زیر ۲۳ سال اسکاتلند بازی کرده‌است.